# Pelagonema papillatum
Pelagonema papillatum är en rundmaskart som beskrevs av Allgen 1957. Pelagonema papillatum ingår i släktet Pelagonema och familjen Oncholaimidae. Inga underarter finns listade i Catalogue of Life.